# Dirk Schachtsiek
Dirk Schachtsiek (* 4. November 1965) ist ein deutscher Faustballer. Während seiner aktiven Zeit galt Dirk Schachtsiek als bester Faustballer der Welt und wurde zum „Europa-Faustballer des Jahrhunderts“ gewählt.

## Sportliche Karriere
Schlagmann Schachtsiek gewann mit dem TSV Hagen 1860 im aktiven Bereich 17 nationale Titel: Zwischen 1986 und 2001 holte er zehn Deutsche Meistertitel im Feld und siebenmal den Titel des Deutschen Meisters im Hallenfaustball. Im Hallen-Europacup ging der Pokal zwischen 1989 und 2001 stets an Schachtsiek und seine Mannschaft. Zusätzlich zu diesen zwölf Titeln konnten sie weitere sieben Europapokal-Siege im Feld holen.  Die Ära Schachtsiek und die der Hagener Vorherrschaft endete 2002 mit dem insgesamt dritten Weltpokal-Sieg.
Auch auf internationaler Ebene erzielte Schachtsiek zahlreiche Erfolge. Vier Mal wurde er Weltmeister (1986, 1990, 1992, 1995), so oft wie bisher kein anderer Faustballspieler. Bei den World Games belegte er mit der deutschen Nationalmannschaft zweimal den ersten Platz: Dem Sieg bei den World Games 1989 in Karlsruhe folgte vier Jahre später die erfolgreiche Titelverteidigung in Den Haag. Als Deutschland 1988 in Österreich und 1994 im badischen Walldürn die Europameisterschaft gewann, zählte Schachtsiek ebenfalls zum deutschen Kader. Seine internationale Karriere ging am 2. September 1995 mit dem 83. A-Länderspiel zu Ende, als die deutschen Faustball-Männer in Windhoek (Namibia) ihren neunten Weltmeister-Titel in Serie holten. Endspielgegner Schweiz wurde mit 2:0 Sätzen geschlagen.
Jugend und Altersklasse eingeschlossen wurde Dirk Schachtsiek insgesamt 24 Mal Deutscher Meister. Als 2004 die Deutsche Faustball-Liga (DFBL) gegründet wurde, übernahm er das Amt des Vizepräsidenten.
Im Jahre 2009 wurde er in Monte Carlo (Argentinien) mit dem TSV Hagen Weltspielsieger in der Klasse M35.

## Privates
Nach Ende seines Studiums an der Universität Dortmund reiste Schachtsiek mehrere Monate durch Australien. Danach übernahm der Diplom-Kaufmann die väterliche Firma.
Dirk Schachtsieks Ehefrau Andrea spielte früher mit Lüneburg in der Landesliga Niedersachsen. Die gemeinsamen Söhne Ole (Jahrgang 1996) und Jan (Jahrgang 1999) stehen mittlerweile ebenfalls für den TSV Hagen 1860 auf dem Faustball-Feld.  Schachtsieks Schwiegervater ist Manfred Lux, der Herausgeber der Faustball-Informationen.
Der  Moderator und Kommentator Frank Buschmann zählte zu Dirk Schachtsieks Schulkameraden.